# Nørvøya
Nørvøya (o Nørve) és una illa situada al municipi d'Ålesund, al comtat de Møre og Romsdal, Noruega. És la més gran de les illes que contenen el centre de la ciutat d'Ålesund, sent les altres Aspøy i Hessa, situades a l'oest. La seva superfície és de 5 quilòmetres quadrats. L'illa es troba al sud d'Ellingsøya, al nord de Sula, i a l'oest d'Oksenøya.
El Col·legi Universitari d'Ålesund, l'ajuntament, l'església de Volsdalen i l'estadi de l'equip local de futbol d'Ålesund estan situats a l'illa. El punt més alt del municipi és el turó d'Aksla, de 135 msnm. Aquesta muntanya és un lloc popular des d'on fotografiar la ciutat i es troba a la part occidental de l'illa. La carretera europea E136 discorre pel costat sud de l'illa, que connecta amb les altres illes d'Oksenøya (a l'est) i Aspøya (a l'oest).